# Primera Nació Dakota Plains
La Primera Nació Dakota és una entitat de Primeres Nacions de la Nació Dakota wahpeton situada al sud-oest de Portage la Prairie, Manitoba. Fa frontera una mica més gran amb la Primera Nació Long Plain, així com amb el municipi rural de Portage la Prairie i el municipi rural de South Norfolk. El 2006 tenia 240 habitants dels quals 150 vivien en una reserva de 5,3 km².